# .na
.na ist die länderspezifische Top-Level-Domain (ccTLD) der Republik Namibia. Sie wurde am 5. Mai 1991 eingeführt.

## Eigenschaften
Die Top-Level-Domain gehört zu den ersten elf Adressen, welche die Schlichtungsstelle der Welthandelsorganisation WIPO anerkannt haben. Betreiber von .na war zunächst das privatwirtschaftliche Namibian Network Information Centre, bis Mitte 2008 das staatliche Ministerium für Post und Telekommunikation Anspruch auf .na angemeldet hatte. Aufgrund des folgenden Wechsels der Vergabestelle konnte die Top-Level-Domain zeitweise nicht genutzt werden, mittlerweile ist sie jedoch wieder verfügbar.

## Subdomains
Neben .na gibt es zahlreiche Second-Level-Domains:
- .alt.na – sonstige Personen und Unternehmen
- .biz.na – Geschäftsunternehmen
- .cc.na – Close Corporations im Inland
- .com.na – nur für kommerzielle Unternehmungen im In- und Ausland
- .edu.na – Ausbildungseinrichtungen im Inland
- .gov.na – staatliche Einrichtungen im Inland
- .info.na – Informationsunternehmen
- .name.na – Familien und Privatpersonen
- .net.na – Unternehmungen im In- und Ausland mit Bezug zu Information und Kommunikation
- .org.na – Vereine und nicht-kommerzielle Einrichtungen und Organisationen im Inland
- .pro.na – professionelle Unternehmen und Einzelpersonen
- .school.na – Schulen und andere Bildungseinrichtungen